# Saison 2008-2009 du Real Madrid
kiaodki